# Morris Nunn
Morris "Mo" Nunn, född 27 september 1938, död 18 juli 2018, var en brittisk racerförare och affärsman. Han grundade formel 1-stallet Ensign Racing och senare Mo Nunn Racing som tävlade i Champ Car och Indy Racing League.